# Engelberg
Pour les articles homonymes, voir Engelberg (homonymie).
Engelberg est une commune suisse du canton d'Obwald.

## Géographie

### Situation

Vue aérienne de 1000 m par Walter Mittelholzer (1919)

Engelberg n'est pas contiguë au reste du canton d'Obwald. La commune est complètement enclavée entre les cantons de Nidwald, d'Uri et de Berne.
Le territoire d'Engelberg s'étend sur 74,85 km2. Lors du relevé de 2013-2018, les surfaces d'habitations et d'infrastructures représentaient 3,8 % de sa superficie, les surfaces agricoles 26,5 %, les surfaces boisées 26,4 % et les surfaces improductives 43,4 %.
La station d'Engelberg compte notamment le Titlis, au sud d’Engelberg, à 3 238 mètres d'altitude, qui est le plus haut sommet de la chaîne nord du col du Susten, entre l’Oberland bernois et la Suisse centrale.
Le massif du Titlis est accessible par les téléphériques du Titlis Bergahnen (RotAir). La station de téléphérique est également le terminus central des services de bus du village. Un funiculaire (datant de 1913) Gerschnialp (1 267 m) et un vaste pâturage alpin appelé Gerschni, avec des zones de neige faciles propices aux débutants et aux pistes de ski de fond, ainsi qu’une piste de luge menant à la station inférieure.

### Transports
Le village d'Engelberg peut être atteint en train depuis Lucerne. Cette ligne fait partie du réseau de chemins de fer de la Zentralbahn.
Engelberg est le point de départ d'un certain nombre de téléphériques :
- Engelberg - Ristis ;
- Engelberg - Bord ;
- Fürenalpbahn ;
- Titlis Bahnen ;
- Stäfeli - Äbnet ;
- Älplerseil Untertrüebsee - Obertrüebsee.

## Population et société

### Démographie

#### Évolution de la population
Engelberg compte 4 297 habitants au 31 décembre 2022 pour une densité de population de 57 hab/km2. Sur la période 2010-2019, sa population a augmenté de 7,3 % (canton : 6,6 % ; Suisse : 9,4 %).  

#### Pyramide des âges
En 2020, le taux de personnes de moins de 30 ans s'élève à 26,9 %, au-dessous de la valeur cantonale (31,2 %). Le taux de personnes de plus de 60 ans est quant à lui de 30,7 %, alors qu'il est de 26,7 % au niveau cantonal.
La même année, la commune compte 2 146 hommes pour 2 048 femmes, soit un taux de 51,2 % d'hommes, supérieur à celui du canton (50,6 %).
| Hommes | Classe d’âge | Femmes |
| ------ | ------------ | ------ |
| 0,7    | 90 ans ou +  | 1,4    |
| 8,8    | 75 à 89 ans  | 10,9   |
| 20,2   | 60 à 74 ans  | 19,3   |
| 24,3   | 45 à 59 ans  | 22,9   |
| 19,3   | 30 à 44 ans  | 18,3   |
| 14,7   | 15 à 29 ans  | 14,9   |
| 11,8   | - de 14 ans  | 12,3   |

| Hommes | Classe d’âge | Femmes |
| ------ | ------------ | ------ |
| 0,5    | 90 ans ou +  | 1,4    |
| 7,4    | 75 à 89 ans  | 8,5    |
| 17,9   | 60 à 74 ans  | 17,6   |
| 23,0   | 45 à 59 ans  | 22,5   |
| 19,6   | 30 à 44 ans  | 19,5   |
| 16,2   | 15 à 29 ans  | 15,7   |
| 15,4   | - de 14 ans  | 15,0   |

### Sports
Engelberg accueille des étapes de la Coupe du monde de saut à ski, qui se disputent sur le grand tremplin de Titlis, un tremplin de saut à ski de 137 mètres.

## Culture et patrimoine

### Héraldique
| Blason | Blasonnement : De gueules à l'ange vêtu d'argent, tenant à dextre trois roses du même tigées de sinople, à senestre un sceptre fleurdelisé, sur trois monts de sinople. |

### Monuments et curiosités

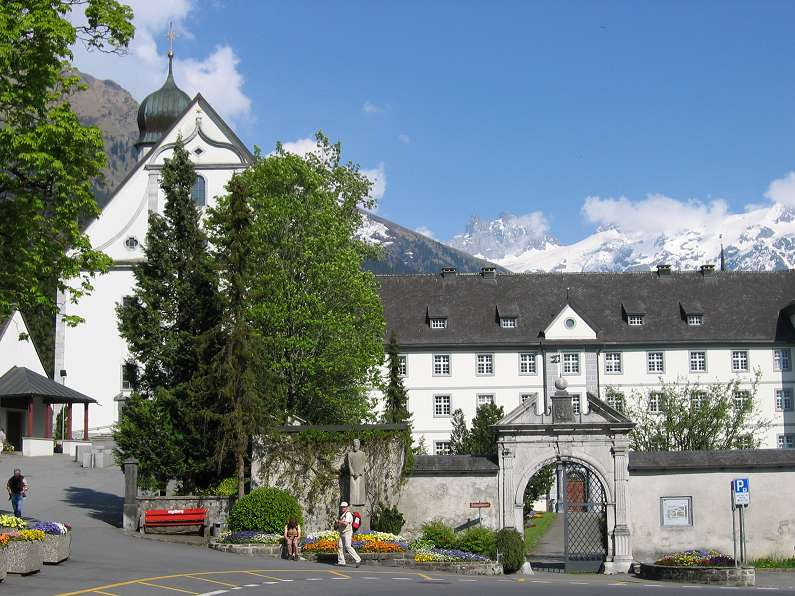
Entrée de l'abbaye

Le manoir de Grafenort se trouve sur le territoire de la commune.
L'histoire d'Engelberg commence en 1120 avec la construction de l'abbaye Notre-Dame-des-Anges, abbaye bénédictine, par le chevalier Konrad von Sellenbüren. Cependant, l'église baroque et l'abbaye que l'on peut visiter de nos jours, ont été construites entre 1730 et 1737 à la suite de l'important incendie de 1729.
Néanmoins, la découverte de divers objets préhistoriques et antiques laisse supposer que la vallée a été fréquentée, voire occupée depuis des temps reculés. On peut mentionner en particulier une hache en pierre, trouvée lors de la construction du lac artificiel du Eugenisee. Dans la région de Surenen et de Blackenalp, on a découvert des objets et monnaies en bronze, ce qui laisse supposer que le col du Surenenpass se trouvant au fond de la vallée, était déjà parcouru à l'âge du bronze.

### Évènements
Le dernier samedi de septembre le bétail part des pâturages de montagne pour retourner à la grange dans le village.

### Personnalités
- Le peintre et amoureux de la montagne Willy Amrhein (1873 - 1926).
- L'accordéoniste et compositeur de musique folklorique Franz Feierabend, dit Stalden Franz (1885 - 1964)
- Rosa Häcki-Feierabend (1922-1996), première femme élue au Conseil cantonal d'Obwald, y est née et décédée.
- Le photographe et graphiste Herbert Matter (1907 - 1984) y est né.
- Le coureur et constructeur de bob Fritz Feierabend (1908 - 1978).
- Le clarinettiste et compositeur de musique folklorique Josef Feierabend, dit Stalden Sepp (1914 - 2004)
- Le chanteur francophone et compositeur Johnny Hess (1915 - 1983), qui chanta en duo avec Charles Trenet dans les années trente.
- Le pianiste Alexis Weissenberg (1929 - 2012).
- Le chanteur Stephan Eicher y a enregistré un disque portant le nom de la station.
- La skieuse Dominique Gisin, championne olympique en descente aux Jeux olympiques d'hiver de 2014.
- La skieuse Michelle Gisin, sœur de la précédente, championne olympique en combiné aux Jeux olympiques d'hiver de Pyeongchang de 2018[8].
- L'artiste postcontemporain Jean-François Réveillard possède son atelier principal dans les hauteurs de la station depuis 2002.
- Référence visuelle d'Engelberg dans le film Français Le fabuleux Destin d'Amélie Poulain (2001).